# Pascual Fort
Pascual Fort Pascual (Reus, 16 d'octubre de 1927 - Barcelona, 1991), fill de l'escriptor Jaume Fort Prats, va ser un esmaltador, gravador i galerista català.
De família d'orfebres i argenters, (la Joieria Fort de Reus), Pascual Fort es dedicà a l'experimentació artística a través del gravat, l'esmalt i els relleus. S'establí a Tarragona, on fundà la Galeria Fort, que l'artista mantingué oberta durant deu anys (1964-1973) a la Rambla Nova, amb la seva esposa Mercè Barberà i Rusiñol. Va formar part dels grups artístics Cercle Pere Joan i Grup de Tarragona. Aviat va obtenir prestigi per potenciar l'art innovador del moment. A la galeria, tant hi exposaren artistes de gran renom (Miró, Rouault…), com joves promeses del Camp de Tarragona. Les cròniques dels diversos actes i exposicions foren sovint recollides per col·leccionistes i crítics com René Metras, Cirici Pellicer, J. E. Cirlot, Corredor-Matheos, Giralt-Miracle, Miralles i altres, interessats per la tendència de la galeria de Pascual Fort.
Pascual Fort i la seva esposa feren diverses estades a Nova York —llavors considerada la capital artística del món— durant els anys 1965, 1966 i 1969. El 1965 va instal·lar un taller en aquella ciutat, juntament amb la també reusenca Núria Musté. Fort va ser premiat pel Museu de Brooklyn i becat per l'Institut International of Education en reconeixement de la seva tasca com a artista i promotor d'avantguarda.
L'any 1973 el matrimoni Fort Barberà i els seus quatre fills es traslladaren a Barcelona i a Cadaqués. El 1978 Fort obtingué el primer premi en la III Biennal de l'Esmalt de Llemotges, amb un mural d'esmalt de 148 x 128 cm. El 1976 tornà a exposar a Nova York.
El 1981, va concebre i portar a terme el primer premi Mini Print Internacional de Cadaqués, encara vigent gràcies a l'empenta de la seva vídua. Aquest concurs de mini gravats invita anualment a gravadors de tot el món a participar-hi amb obres de 10 x 10 cm de planxa. L'exposició de les obres dels guardonats l'any anterior, i la de tots els participants de l'any en curs, queda exposada anualment durant els mesos d'estiu al Taller Galeria Fort de Cadaqués i posteriorment fa un circuit itinerant per diverses ciutats del món.